# Ghatophryne
Genre
Ghatophryne est un genre d'amphibiens de la famille des Bufonidae.

## Répartition
Les deux espèces de ce genre sont endémiques des Ghâts occidentaux en Inde.

## Liste des espèces
Selon Amphibian Species of the World (16 avril 2013) :
- Ghatophryne ornata (Günther, 1876)
- Ghatophryne rubigina (Pillai & Pattabiraman, 1981)

## Publication originale
- Biju, Van Bocxlaer, Giri, Loader, & Bossuyt, 2009 : Two new endemic genera and a new species of toad (Anura: Bufonidae) from the Western Ghats of India. BMC Research Notes, vol. 2, no 241, p. 1-10 (texte intégral).